# 다니엘 졸가드리
대니얼 졸가드리(Daniel Zolghadri, 1999년 2월 20일 ~ )는 미국의 배우이다. 

## 출연 작품

### 영화
- Evil Men (2015)
- 페르시안 커넥션  (2016, The Persian Connection)
- 에이스 그레이드 (2018)
- 레디 플레이어 원 (2018)
- 알렉스 스트레인지러브 (2018)
- 화씨 451 (2018)
- Low Tide (2019)
- 퍼니 페이지스 (2022, Funny Pages)
- Y2K (2024, Y2K) - CJ 역

### 텔레비전
- 원스 어폰 어 타임 인 원더랜드 (2013)
- 인텔리전스 (2014)
- 스콜피언 (2014)
- Weird Loners (2015)
- NCIS (2015)
- No Activity (2017)
- 루프 이야기 (2020)